# Martin Havik
Martin Havik (De Koog, Texel, 15 de desembre de 1955) va ser un ciclista neerlandès que fou professional del 1977 al 1984. Va combinar la carretera amb el ciclisme en pista. El 1983, va guanyar la medalla de bronze al Campionat del món de Mig fons.

## Palmarès
- 1977
  - Vencedor d'una etapa a la Volta a la Baixa Saxònia
- 1979
  - Vencedor d'una etapa als Quatre dies de Dunkerque
- 1981
  - Vencedor d'una etapa a la Volta a Andalusia

### Resultats al Giro d'Itàlia
- 1984. 129è de la classificació general